# Lista de prefeitos de Alegrete do Piauí
Esta é a lista de prefeitos do município de Alegrete do Piauí, estado brasileiro do Piauí.
Criado pela Lei Estadual nº 4.477, de 29 de abril de 1992 e que realizou sua primeira eleição em 3 de outubro do referido ano.

## Prefeitos de Alegrete do Piauí
| Nº | Prefeitos                      | Partido | Início do mandato     | Fim do mandato         | Cidade onde nasceu | Unidade federativa | Info  |
| 1  | Francisco Edilton Alencar      | PFL     | 1º de janeiro de 1993 | 31 de dezembro de 1996 | São Julião         | Piauí              |       |
| 2  | Manuel Afrânio Ramos           | PFL     | 1º de janeiro de 1997 | 31 de dezembro de 2000 |                    |                    | [ 1 ] |
| 3  | Francisco Edilton Alencar      | PPS     | 1º de janeiro de 2001 | 31 de dezembro de 2004 | São Julião         | Piauí              |       |
| 3  | Francisco Edilton Alencar      | PPS     | 1º de janeiro de 2005 | 31 de dezembro de 2008 | São Julião         | Piauí              | [ 2 ] |
| 4  | Joaquim Leal Neto              | PSB     | 1º de janeiro de 2009 | 31 de dezembro de 2012 | Padre Marcos       | Piauí              |       |
| 5  | Márcio Willian Maia de Alencar | PTB     | 1º de janeiro de 2013 | 31 de dezembro de 2016 | Floriano           | Piauí              |       |
| 5  | Márcio Willian Maia de Alencar | PT      | 1º de janeiro de 2017 | 31 de dezembro de 2020 | Floriano           | Piauí              | [ 3 ] |
| 6  | Maria Lilian de Alencar, Lila  | PT      | 1° de janeiro de 2021 | 31 de dezembro de 2024 | São Julião         | Piauí              | [ 4 ] |
| 7  | Márcio Willian Maia de Alencar | PT      | 1° de janeiro de 2025 | Atualidade             | Floriano           | Piauí              | [ 5 ] |

## Vice-prefeitos de Alegrete do Piauí
| Nº | Vice-prefeitos                           | Partido | Início do mandato     | Fim do mandato         | Cidade onde nasceu | Unidade federativa | Info  |
| 1  | Manuel Afrânio Ramos                     | PFL     | 1º de janeiro de 1993 | 31 de dezembro de 1996 |                    |                    | [ 1 ] |
| 2  | José Elpídio Ramos                       | PFL     | 1º de janeiro de 1997 | 31 de dezembro de 2000 |                    |                    |       |
| 3  | Abdon José de Sousa                      | PPS     | 1º de janeiro de 2001 | 31 de dezembro de 2004 | Padre Marcos       | Piauí              |       |
| 3  | Abdon José de Sousa                      | PPS     | 1º de janeiro de 2005 | 31 de dezembro de 2008 | Padre Marcos       | Piauí              | [ 2 ] |
| 4  | José Araújo de Lima, Boxote              | PTB     | 1º de janeiro de 2009 | 31 de dezembro de 2012 | Padre Marcos       | Piauí              |       |
| 5  | Manoel João Ramos, Seu Manoel            | PRTB    | 1º de janeiro de 2013 | 31 de dezembro de 2016 | São Julião         | Piauí              | [ 6 ] |
| 6  | Hermilinda de Carvalho Gomes             | PRTB    | 1º de janeiro de 2017 | 31 de dezembro de 2020 | São Julião         | Piauí              |       |
| 7  | Manoel José de Sousa, Manoel de Zé Pedro | PP      | 1° de janeiro de 2021 | 31 de dezembro de 2024 | São Julião         | Piauí              | [ 4 ] |
| 8  | Erasmo de Araújo Lima                    | PSD     | 1° de janeiro de 2025 | Atualidade             | Padre Marcos       | Piauí              | [ 5 ] |

## Vereadores do município
Relação ordenada conforme o número de mandatos exercidos por cada vereador a partir do ano de sua primeira eleição, observado sempre que possível a ordem alfabética.
| Vereador                                         | Partido  | Cidade onde nasceu | Unidade federativa | Ano da eleição   |
| ------------------------------------------------ | -------- | ------------------ | ------------------ | ---------------- |
| Antônio Francisco Bezerra                        | PPB/PSDB | Fronteiras         | Piauí              | 1996, 2000, 2004 |
| Jair José Ramos                                  | PMDB/PPS | São Julião         | Piauí              | 1996, 2000, 2004 |
| Manoel José de Sousa                             | PFL/PPS  | São Julião         | Piauí              | 1996, 2000, 2004 |
| Regina Alencar de Carvalho                       | PPS      | São Julião         | Piauí              | 2000, 2004, 2012 |
| Abdon José de Sousa                              | PTB/PFL  | Padre Marcos       | Piauí              | 1992, 1996       |
| Francisco João Rodrigues                         | PFL      |                    |                    | 1992, 1996       |
| Paulo Sérgio de Moura Carvalho                   | PTB/PSDB |                    |                    | 1992, 1996       |
| Tertuliano de Lima Ramos                         | PFL      |                    |                    | 1992, 1996       |
| Izalberto José da Luz                            | PT       | Fronteiras         | Piauí              | 1992, 2004       |
| Gregório Leal Ramos                              | PSDB/PSB | São Julião         | Piauí              | 1996, 2008       |
| João Batista de Lima Ramos                       | PMDB     | São Julião         | Piauí              | 2000, 2004       |
| José Araújo de Lima                              | PPS      | Padre Marcos       | Piauí              | 2000, 2004       |
| Enoque Jafé Rodrigues                            | PSB      | São Julião         | Piauí              | 2008, 2012       |
| Ivaldo José de Sousa                             | PC do B  | Brasília           | Distrito Federal   | 2008, 2012       |
| Claudilto Rodrigues Ramos, Cláudio do Milton     | PT       | Picos              | Piauí              | 2008, 2016       |
| Constâncio Nicolau Ramos                         | PP       | São Julião         | Piauí              | 2012, 2016       |
| Francisco das Chagas Ramos                       | PTB      |                    |                    | 1992             |
| Francisco Elpídio Ramos Neto                     | PFL      |                    |                    | 1992             |
| Nicolau Joaquim Ramos                            | PFL      |                    |                    | 1992             |
| Raimundo Francisco Ferreira                      | PFL      |                    |                    | 1992             |
| Aderson Julião Pereira                           | PSDB     | São Julião         | Piauí              | 1996             |
| Bento Luiz Ribeiro                               | PSDB     |                    |                    | 2000             |
| Justino José de Oliveira                         | PSDB     |                    |                    | 2000             |
| Mauroênio Antônio da Silva                       | PPS      |                    |                    | 2000             |
| Antônio Cornélio da Silva                        | PSDB     | Padre Marcos       | Piauí              | 2004             |
| Celso Pereira Ramos                              | PP       | São Julião         | Piauí              | 2004             |
| Acácio João Alves                                | PSDB     | São Julião         | Piauí              | 2008             |
| Adão Justino de Oliveira, Adão Sindô             | PSB      | São Julião         | Piauí              | 2008             |
| José Fernando Alves Bezerra                      | PTB      | Fronteiras         | Piauí              | 2008             |
| Manoel João Ramos Filho                          | PSB      | São Julião         | Piauí              | 2008             |
| Maria Celciana Ramos                             | PTB      | São Julião         | Piauí              | 2008             |
| Caitana Inácia de Oliveira                       | PSB      | São Julião         | Piauí              | 2012             |
| Hermilinda de Carvalho Gomes                     | PRTB     | São Julião         | Piauí              | 2012             |
| João Batista de Morais Marques, Batista Cazuza   | PSC      | São Julião         | Piauí              | 2012             |
| José Emiliano da Silva, Biano                    | PSB      | São Julião         | Piauí              | 2012             |
| José Laylson Ramos de Sousa                      | PRB      | São Julião         | Piauí              | 2012             |
| Erasmo de Araújo Lima                            | PSC      | Padre Marcos       | Piauí              | 2016             |
| Firmino Pedro de Sousa Silva                     | PSD      | Picos              | Piauí              | 2016             |
| Luís Carlos Ramos Rodrigues                      | PSD      | São Julião         | Piauí              | 2016             |
| Manoel João Ramos, Seu Manoel                    | PRTB     | São Julião         | Piauí              | 2016             |
| Manoel Roberes de Alencar Ramos                  | PSB      | São Julião         | Piauí              | 2016             |
| Mateus Vicente Ramos Rodrigues, Mateus do Vianor | PRP      | Picos              | Piauí              | 2016             |
| Paulo Lucemberg de Alencar                       | PT       | São Julião         | Piauí              | 2016             |